# Bad Boy (canção de Larry Williams)
"Bad Boy" é uma canção escrita por Larry Williams. Esta é uma entre várias canções de Larry Williams que os Beatles regravaram. "Bad Boy" com Larry Williams foi lançada em 1959, com os Beatles foi gravada em 10 de maio de 1965 e lançada no álbum norte-americano dos Beatles chamado Beatles VI em junho de 1965. A intenção era só lançá-la no mercado norte-americano mas posteriormente a canção foi lançada na Inglaterra no álbum A Collection of Beatles Oldies em dezembro de 1966. A canção gravada pelos Beatles é cantada por John Lennon.